# Monanthotaxis letestui
Monanthotaxis letestui Pellegr. – gatunek rośliny z rodziny flaszowcowatych (Annonaceae Juss.). Występuje naturalnie w Gabonie oraz Gwinei Równikowej. 

## Morfologia
PokrójZimozielone i zdrewniałe liany. Młode pędy są owłosione.
LiścieMają kształt od podłużnie eliptycznego do podłużnie odwrotnie jajowatego. Mierzą 9–24 cm długości oraz 3–6,5 cm szerokości. Są lekko owłosione od spodu. Nasada liścia jest zaokrąglona. Blaszka liściowa jest z łagodnie zakończonym wierzchołkiem. Ogonek liściowy jest owłosiony i dorasta do 3–5 mm długości.
KwiatyZebrane po 3–5 w luźne wiechy, rozwijają się w kątach pędów. Działki kielicha mają trójkątny kształt, są owłosione i dorastają do 1–2 mm długości. Płatki mają eliptycznie owalny kształt i osiągają do 6–8 mm długości.

## Zmienność
W obrębie tego gatunku wyróżniono jedną odmianę:
- Monanthotaxis letestui var. hallei (Le Thomas) Le Thomas